# Grallaria oneilli
El tororoí de O'Neill (Grallaria oneilli) es una especie de ave paseriforme de la familia Grallariidae, perteneciente al numeroso género Grallaria. Fue descrito para la ciencia en el año 2020 y es endémico de los Andes del centro de Perú.

## Distribución y hábitat
Se distribuye por la pendiente oriental de los Andes de Perú en Huánuco y Pasco, al sur del río Huallaga y al norte del río Perené en altitudes entre 2750 y 3700 m.

## Sistemática

### Descripción original
La especie G. oneilli fue descrita por primera vez por los ornitólogos R. Terry Chesser y Morton L. Isler en 2020 bajo el mismo nombre científico; la localidad tipo es: «Bosque Potrero, 14 km oeste de Panao, elevación: 3345 m, 9°59'S, 76°05'W, Huánuco, Perú». El holotipo, un macho adulto,  LSUMZ 113581, fue colectado el 21 de junio de 1983 por John Patton O'Neill y se encuentra depositado en el Museo de Zoología de la Louisiana State University.

### Etimología
El nombre genérico femenino «Grallaria» deriva del latín moderno «grallarius»: que camina sobre zancos; zancudo; y el nombre de la especie «oneilli», conmemora al ornitólogo estadounidense John Patton O'Neill.

### Taxonomía
Los trabajos de Isler et al. (2020) estudiaron las diversas poblaciones del complejo Grallaria rufula, que se distribuye por las selvas húmedas montanas andinas desde el norte de Colombia y adyacente Venezuela hasta el centro de Bolivia. Sus plumajes son generalmente uniformes variando del leonado al canela, y cambian sutilmente en la tonalidad y la saturación a lo largo de su distribución. En contraste, se encontraron diferencias substanciales en las vocalizaciones entre poblaciones geográficamente aisladas o parapátricas. Utilizando una amplia filogenia molecular, y con base en las diferencias diagnósticas en la vocalización, y en el plumaje donde pertinente, los autores identificaron dieciséis poblaciones diferentes al nivel de especies, siendo tres ya existentes (G. rufula, G. blakei y G. rufocinerea), siete previamente designadas como subespecies (una de ellas, G. saturata, resucitada) y, notablemente, seis nuevas especies, entre las cuales la presente.